# Undva
Undva (Duits: Hundwa) is een plaats in de Estlandse gemeente Saaremaa, provincie Saaremaa. De plaats heeft de status van dorp (Estisch: küla) en heeft 13 inwoners (2021).
Tot in oktober 2017 behoorde Undva tot de gemeente Kihelkonna. In die maand werd Kihelkonna bij de fusiegemeente Saaremaa gevoegd.

## Ligging
Undva ligt op de noordpunt van het schiereiland Tagamõisa in het noordwesten van het eiland Saaremaa. Ten westen van de plaats liggen het meer Põdragu järv (38,9 ha) en het beschermde natuurgebied Tagamõisa hoiuala (7930 ha).
De kust bij Undva (Estisch: Undva pank), die uit kalksteen en mergel bestaat, is steil, een hoogte van 2,5 meter over een afstand van 350 meter. In de steenlagen worden veel fossielen aangetroffen. In het kustgebied ten noordwesten van de plaats, dat bekend staat onder de naam Undva nina, ‘neus van Undva’, was tijdens de Sovjetbezetting een Sovjet-legerbasis gevestigd.

## Geschiedenis
Opgravingen hebben aangetoond dat Undva al in het Neolithicum bewoond was.
Undva werd voor het eerst genoemd in 1453 onder de naam Thomas van Huntow is up Sworvenn, een boerderij die later op het landgoed van Tagamõisa kwam te liggen. In 1645 stond de plaats bekend als dorp onder de namen Hundau, Hundo en Hunda.

## Foto's

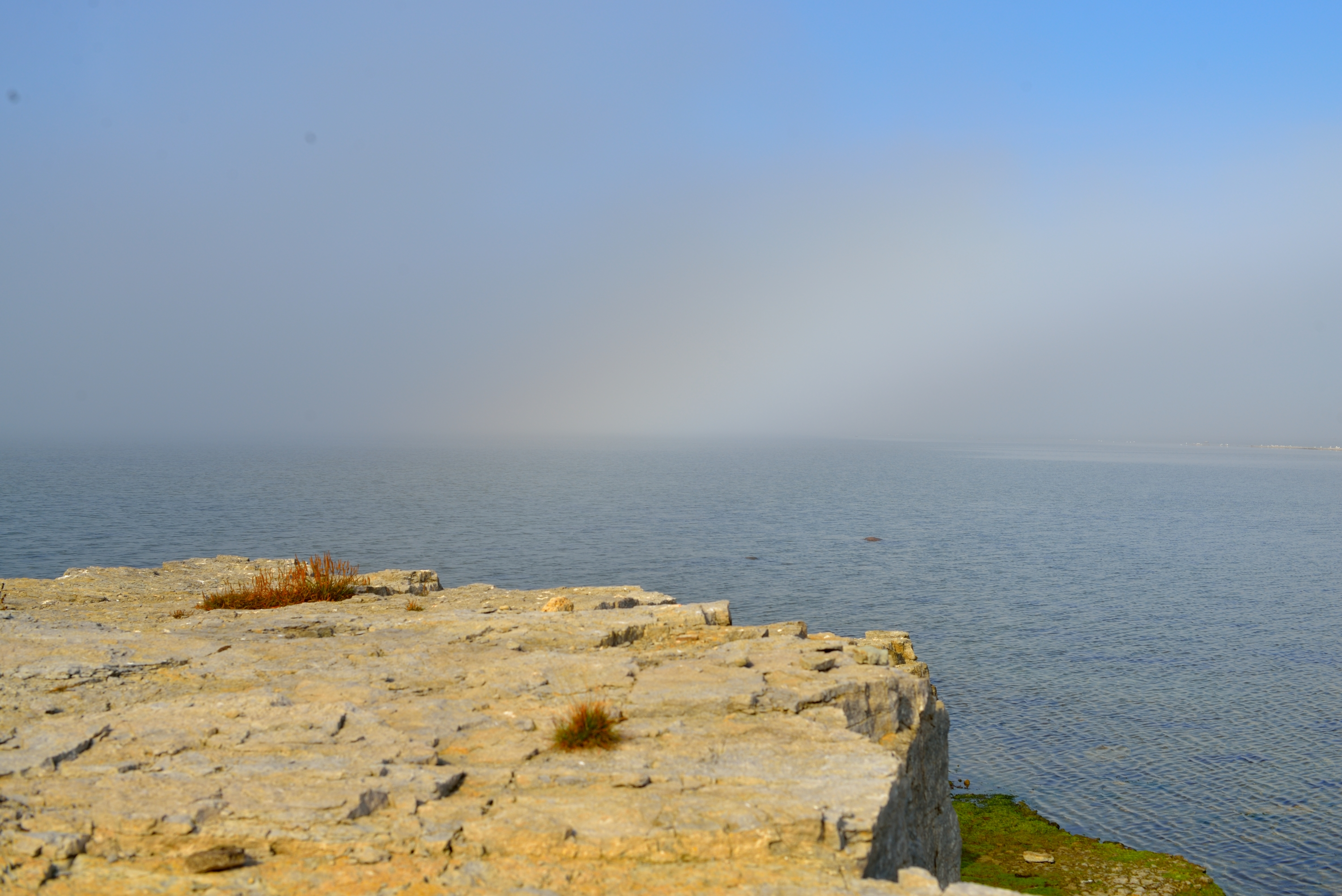
De steile kust bij Undva
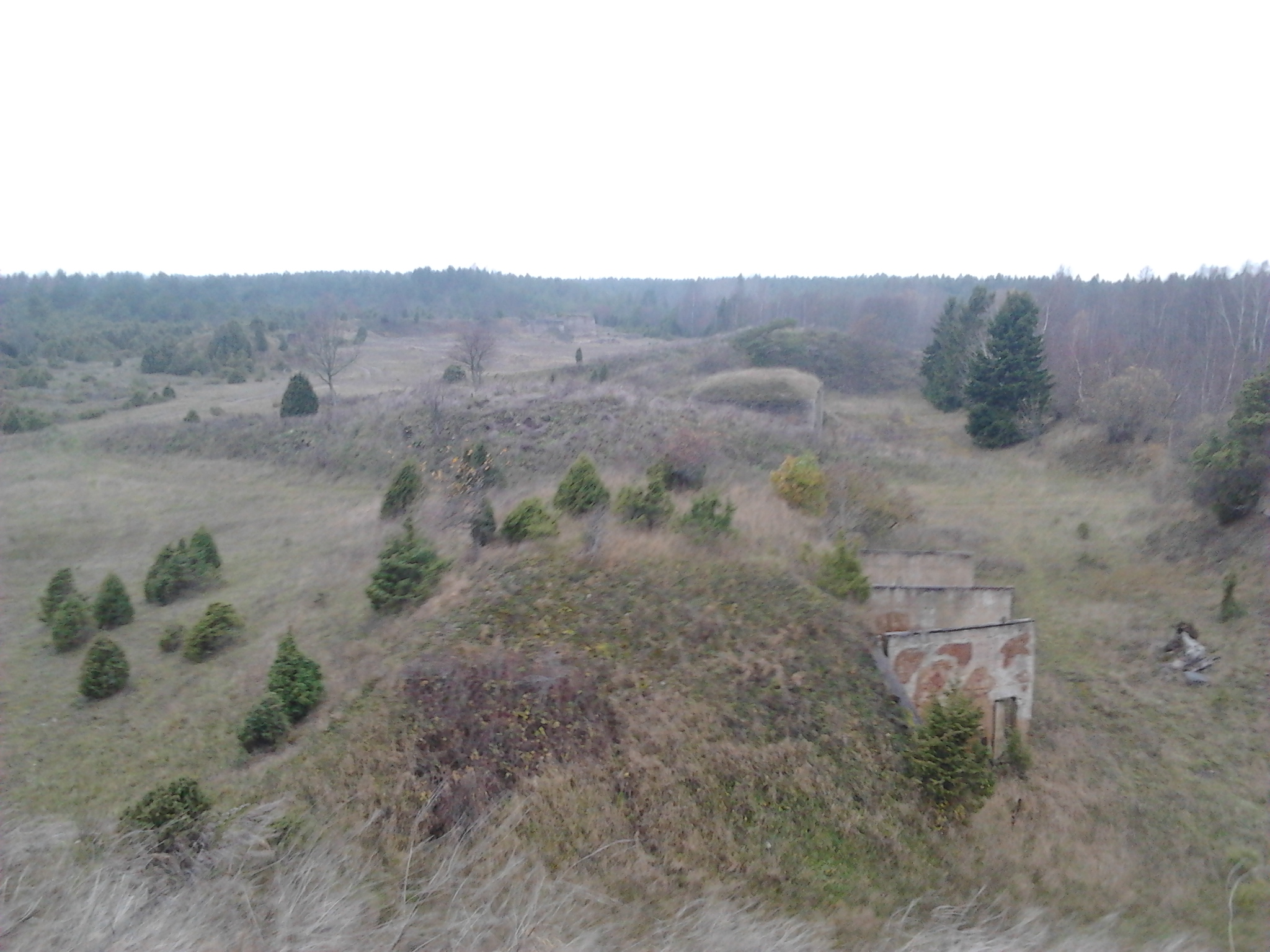
Resten van een Sovjet-radarpost
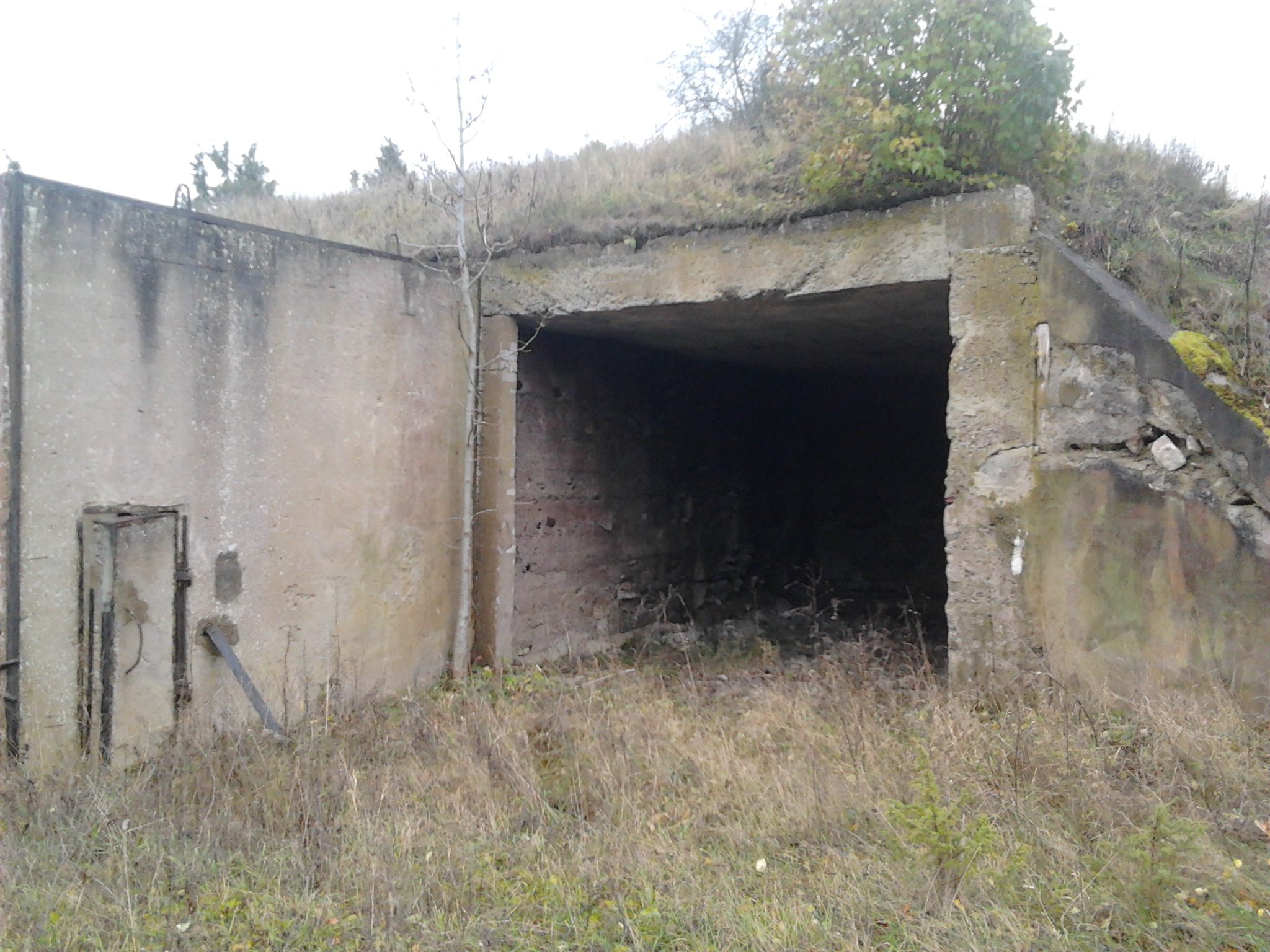
Resten van een bunker